# Noiva entre túmulos: a história da Loira do Bonfim
Noiva entre Túmulos: a história da Loira do Bonfim é um romance de horror escrito pela autora mineira Paloma Bernardino Braga, publicado em 2021 e relançado em 2024. O livro é inspirado na lenda urbana da Loira do Bonfim, conhecida em Belo Horizonte, e mistura ficção histórica com elementos sobrenaturais. A trama se passa nos anos 1940 e acompanha a história de Amélia, uma jovem que enfrenta a opressão social familiar e da época.

## Sinopse
Ambientado nos anos 1940, o livro acompanha Amélia, uma jovem brasileira presa a obrigações familiares e sociais. Amélia é confundida com a lendária Loira do Bonfim por Vicente, um jornalista que se envolve com ela e desencadeia uma série de eventos que abalam a cidade. A obra explora a luta de Amélia por liberdade em meio a ameaças e intrigas.
Combinando elementos de ficção histórica e horror, a narrativa é dividida em duas partes: a primeira, em terceira pessoa, narra a vida de Amélia antes de seu envolvimento com Vicente; a segunda, em primeira pessoa, reflete uma mudança de perspectiva, simbolizando sua transformação.

## Recepção e crítica
A obra foi bem recebida por leitores de literatura de horror e obteve destaque na mídia, incluindo críticas de sites especializados. Foi elogiada por sua reinterpretação feminista da lenda e pelos temas de violência de gênero.

## Avaliações
Noiva entre Túmulos alcançou o primeiro lugar em lançamentos de horror na Amazon e já acumula centenas de avaliações positivas na plataforma.
1. ↑  Gerais, Universidade Federal de Minas (17 de setembro de 2021). «Famosa em BH, lenda da Loira do Bonfim inspira livro de mestranda da UFMG». Universidade Federal de Minas Gerais. Consultado em 13 de outubro de 2024
2. ↑  Reis, Larissa (31 de outubro de 2023). «Cemitério do Bonfim é guardião das lendas e 'causos' que constroem a história de Belo Horizonte»
3. ↑  Braga, Paloma (2021). Noiva entre Túmulos. Belo Horizonte: [s.n.] ISBN 978-65-983169-0-7
4. ↑  Machado, Tatiane (7 de agosto de 2023). «"Noiva entre túmulos" e a lenda urbana ressignificada». Delirium Nerd. Consultado em 13 de outubro de 2024
5. ↑  «Noiva entre Túmulos». Amazon. Consultado em 13 de outubro de 2014